# ESL Pro League Season 1
A ESL Pro League Season 1, oficialmente conhecida como ESL ESEA Pro League Season 1 e abreviada como EPL Season 1, foi um torneio de Counter-Strike: Global Offensive da Electronic Sports League (ESL). Essa foi a primeira temporada da ESL Pro League. As finais aconteceram em Colônia, Alemanha, de 2 de julho de 2015 a 5 de julho de 2015. Equipes de dois continentes, América do Norte e Europa, competiram em ligas de doze equipes e jogaram entre si duas vezes para determinar as quatro melhores equipes de cada continente para jogarem a final global.
A temporada regular para a Europa começou em 4 de maio de 2015, com o Team Dignitas vencendo a Titan e terminou em 24 de junho de 2015, com as mesmas duas equipes com o mesmo resultado. A temporada da América do Norte começou na mesma data e começou com Luminosity Gaming derrotando a Method e terminou com a Method derrotando a mouseSpaz. A temporada terminou oficialmente com a Fnatic derrotando a Cloud9 em uma final em melhor de cinco, por 3–1.

## Formato
Em 28 de abril de 2015, a ESL anunciou uma joint venture com a ESEA para fornecer uma liga de Counter-Strike: Global Offensive com US$ 1.000.000 em prêmio em dinheiro no total em 2015. A ESL convidou doze equipes para cada liga para participar de sua liga profissional. Cada equipe enfrentaria todas as outras duas vezes para jogar em vinte e dois jogos ao longo da temporada de oito semanas. As quatro melhores equipes de cada continente passariam para a final na Alemanha e seriam automaticamente convidadas para a próxima temporada. As equipes que ficassem do quinto ao nono não se classificariam para as finais, mas ainda seriam convidadas para a Season 2. As equipes que ficassem em décimo e décimo primeiro lugar teriam que jogar uma fase de rebaixamento, na qual as equipes que ficarem em segundo e terceiro na ESEA Premier League Season 19, a liga abaixo da Pro League, se enfrentariam para se classificar para duas vagas na próxima temporada da Pro League. A equipe que ficasse em primeiro lugar na ESEA Premier League se qualificaria para a Season 2. A equipe que ficasse em décimo segundo lugar na Pro League seria automaticamente rebaixada para a ESEA Premier League.
As finais consistiram de oito equipes, quatro da Europa e quatro da América do Norte. As equipes seriam colocadas em dois grupos de quatro equipes e jogariam, com a fase de grupos no formato GSL de dupla eliminação. Em cada grupo, a equipe cabeça de chave jogava contra a equipe com o chaveamento mais baixo e, em seguida, os outros dois times jogavam um jogo em melhor de um. Em seguida, os vencedores jogariam uns contra os outros para determinar qual equipe ocupa o primeiro lugar. Os perdedores iriam lutar para determinar qual time iria para casa. A melhor equipe ganharia uma vaga automática para as semifinais. Os playoffs consistiram em seis equipes. O perdedor da partida dos vencedores e o vencedor da partida dos perdedores na fase de grupos se enfrentariam nas quartas de final em uma melhor de três. Os vencedores dessas partidas enfrentaram o vencedor da fase de grupos oposto, de modo que o primeiro colocado do Grupo A enfrentaria o segundo colocado do Grupo B e vice-versa. Os vencedores dessas partidas passariam para as finais em uma série melhor de cinco.

## Equipes
| América do Norte - ACE Gaming - affiNity - Cloud9 - Counter Logic Gaming - eLevate - Keyd Stars - Luminosity Gaming - Method - mouseSpaz - Nihilum Gaming - Team Liquid - Tempo Storm |

| Europa - FlipSid3 Tactics - Fnatic - HellRaisers - mousesports - Natus Vincere - Ninjas in Pyjamas - PENTA Sports - Team Dignitas - Team EnVyUs - Team SoloMid - Titan - Virtus.pro |

## América do Norte
| Classificação final | Classificação final | Classificação final  | Classificação final | Classificação final | Classificação final | Classificação final | Classificação final | Classificação final | Classificação final                           | Classificação final |
| Pos.                | Prêmio em dinheiro  | Equipe               | V                   | D                   | RV                  | RD                  | DR                  | Pts                 | Elenco                                        | Técnico             |
| ------------------- | ------------------- | -------------------- | ------------------- | ------------------- | ------------------- | ------------------- | ------------------- | ------------------- | --------------------------------------------- | ------------------- |
| 1º                  | US$ 18.000          | Cloud9               | 19                  | 3                   | 334                 | 214                 | +120                | 57                  | fREAKAZOiD n0thing seang@res Skadoodle shroud | GBJame^s            |
| 2º                  | US$ 16.500          | Keyd Stars           | 17                  | 5                   | 347                 | 272                 | +75                 | 51                  | boltz FalleN fer steel zqk                    |                     |
| 3º                  | US$ 15.000          | Luminosity Gaming    | 16                  | 6                   | 345                 | 257                 | +88                 | 48                  | anger LeX ptr NAF pyth                        |                     |
| 4º                  | US$ 13.500          | Counter Logic Gaming | 14                  | 8                   | 333                 | 253                 | +80                 | 42                  | hazed jdm64 reltuC tarik FNS                  |                     |
| 5º                  | US$ 13.000          | Team Liquid          | 14                  | 8                   | 311                 | 245                 | +66                 | 42                  | adreN ELiGE flowsicK FugLy nitr0              | dmode               |
| 6º                  | US$ 11.500          | Nihilum Gaming       | 13                  | 9                   | 292                 | 293                 | -1                  | 39                  | autimatic Hiko sancz valens Semphis           | LEGIJA              |
| 7º                  | US$ 10.000          | eLevate              | 11                  | 11                  | 311                 | 291                 | +20                 | 33                  | Professor_Chaos roca RUSH Storm Xp3           |                     |
| 8º                  | US$ 8.500           | Tempo Storm          | 10                  | 12                  | 272                 | 277                 | -5                  | 30                  | glorinsz hades stanislaw ryx ShahZaM          |                     |
| 9º                  | US$ 7.000           | affiNity             | 8                   | 14                  | 260                 | 293                 | -33                 | 24                  | abE arya focs DAVEY jasonR                    |                     |
| 10º                 | US$ 5.500           | Method               | 6                   | 16                  | 256                 | 316                 | -60                 | 18                  | Eley just9n MAiNLiNE SileNt3m streboR         |                     |
| 11º                 | US$ 4.000           | mouseSpaz            | 2                   | 20                  | 186                 | 342                 | -156                | 6                   | dmize impsta pauLy zecK fruit                 |                     |
| 12º                 | US$ 2.500           | ACE Gaming           | 2                   | 20                  | 145                 | 345                 | -200                | 6                   | Grt PEX vEz decipLe Maxaki                    |                     |

## Europa
| Classificação final | Classificação final | Classificação final | Classificação final | Classificação final | Classificação final | Classificação final | Classificação final | Classificação final | Classificação final                      | Classificação final |
| Pos.                | Prêmio em dinheiro  | Equipe              | V                   | D                   | RV                  | RD                  | DR                  | Pts                 | Elenco                                   | Técnico             |
| ------------------- | ------------------- | ------------------- | ------------------- | ------------------- | ------------------- | ------------------- | ------------------- | ------------------- | ---------------------------------------- | ------------------- |
| 1º                  | US$ 18.000          | Fnatic              | 17                  | 5                   | 325                 | 179                 | +146                | 51                  | flusha KRiMZ JW olofmeister pronax       | vuggo               |
| 2º                  | US$ 16.500          | Virtus.pro          | 17                  | 5                   | 329                 | 251                 | +78                 | 51                  | byali NEO pashaBiceps Snax TaZ           | kuben               |
| 3º                  | US$ 15.000          | Team SoloMid        | 16                  | 6                   | 319                 | 248                 | +71                 | 48                  | cajunb dev1ce dupreeh karrigan Xyp9x     | 3k2                 |
| 4º                  | US$ 13.500          | Team EnVyUs         | 16                  | 6                   | 312                 | 215                 | +97                 | 48                  | Happy kioShiMa NBK- shox SmithZz         |                     |
| 5º                  | US$ 13.000          | Ninjas in Pyjamas   | 14                  | 8                   | 292                 | 261                 | +31                 | 42                  | f0rest friberg GeT RiGhT Xizt allu       | natu                |
| 6º                  | US$ 11.500          | HellRaisers         | 12                  | 10                  | 317                 | 297                 | +20                 | 36                  | ANGE1 AdreN Dosia kUcheR mous            | lmbt                |
| 7º                  | US$ 10.000          | Natus Vincere       | 11                  | 11                  | 300                 | 268                 | +32                 | 33                  | Edward flamie GuardiaN seized Zeus       | starix              |
| 8º                  | US$ 8.500           | Team Dignitas       | 9                   | 13                  | 247                 | 282                 | -35                 | 27                  | aizy Kjaerbye MSL Nico Pimp              |                     |
| 9º                  | US$ 7.000           | Titan               | 12                  | 10                  | 270                 | 294                 | -24                 | 36                  | Rpk shox SmithZz Ex6TenZ ScreaM          |                     |
| 10º                 | US$ 5.500           | mousesports         | 9                   | 13                  | 262                 | 294                 | -44                 | 21                  | denis gob b nex Spiidi chrisJ            |                     |
| 11º                 | US$ 4.000           | PENTA Sports        | 2                   | 20                  | 166                 | 340                 | -174                | 6                   | kRYSTAL strux1 tabseN Troubley, stavros  |                     |
| 12º                 | US$ 2.500           | FlipSid3 Tactics    | 2                   | 20                  | 154                 | 330                 | -176                | 6                   | B1ad3 bondik DavCost markeloff WorldEdit | Johnta              |

## Final

### Fase de grupos

#### Grupo A
| Pos. | Equipe            | V | D | RV | RD | DR  | Pts |
| ---- | ----------------- | - | - | -- | -- | --- | --- |
| 1    | Virtus.pro        | 2 | 0 | 32 | 14 | +18 | 6   |
| 2    | Cloud9            | 1 | 1 | 26 | 29 | -3  | 3   |
| 3    | Team EnVyUs       | 1 | 1 | 29 | 23 | +6  | 3   |
| 4    | Luminosity Gaming | 0 | 2 | 43 | 76 | -33 | 0   |

| Equipe            | Pts | Mapa        | Pts | Equipe            |
| ----------------- | --- | ----------- | --- | ----------------- |
| Virtus.pro        | 16  | Cobblestone | 4   | Luminosity Gaming |
| Cloud9            | 16  | Cache       | 13  | Team EnVyUs       |
| Cloud9            | 10  | Overpass    | 16  | Virtus.pro        |
| Luminosity Gaming | 7   | Dust II     | 16  | Team EnVyUs       |

#### Grupo B
| Pos. | Equipe               | V | D | RV | RD | DR  | Pts |
| ---- | -------------------- | - | - | -- | -- | --- | --- |
| 1    | Counter Logic Gaming | 2 | 0 | 32 | 21 | +11 | 6   |
| 2    | Keyd Stars           | 1 | 1 | 25 | 28 | -3  | 3   |
| 3    | Fnatic               | 1 | 1 | 29 | 30 | -2  | 3   |
| 4    | Team SoloMid         | 0 | 2 | 26 | 32 | -6  | 0   |

| Equipe     | Pts | Mapa     | Pts | Equipe               |
| ---------- | --- | -------- | --- | -------------------- |
| Fnatic     | 12  | Mirage   | 16  | Counter Logic Gaming |
| Keyd Stars | 16  | Inferno  | 12  | Team SoloMid         |
| Keyd Stars | 9   | Cache    | 16  | Counter Logic Gaming |
| Fnatic     | 16  | Overpass | 12  | Team SoloMid         |

### Eliminatórias
|  | Quartas de final | Quartas de final | Quartas de final |  |  | Semifinais | Semifinais           | Semifinais |  |  | Final | Final  | Final |
|  |                  |                  |                  |  |  |            |                      |            |  |  |       |        |       |
|  |                  |                  |                  |  |  | B1         | Counter Logic Gaming | 0          |  |  |       |        |       |
|  | A2               | Cloud9           | 2                |  |  | A2         | Cloud9               | 2          |  |  |       |        |       |
|  | A3               | Team EnVyUs      | 0                |  |  |            |                      |            |  |  | A2    | Cloud9 | 1     |
|  |                  |                  |                  |  |  |            |                      |            |  |  | B3    | Fnatic | 3     |
|  |                  |                  |                  |  |  | A1         | Virtus.pro           | 1          |  |  |       |        |       |
|  | B2               | Keyd Stars       | 0                |  |  | B3         | Fnatic               | 2          |  |  |       |        |       |
|  | B3               | Fnatic           | 2                |  |  |            |                      |            |  |  |       |        |       |

#### Quartas de final
| Equipe     | Pts | Mapa    | Pts | Equipe      |
| ---------- | --- | ------- | --- | ----------- |
| Cloud9     | 16  | Dust II | 12  | Team EnVyUs |
| Cloud9     | 16  | Cache   | 12  | Team EnVyUs |
| Cloud9     | –   | Train   | –   | Team EnVyUs |
| Keyd Stars | 5   | Inferno | 16  | Fnatic      |
| Keyd Stars | 16  | Train   | 19  | Fnatic      |
| Keyd Stars | –   | Dust II | –   | Fnatic      |

#### Semifinais
| Equipe               | Pts | Mapa     | Pts | Equipe |
| -------------------- | --- | -------- | --- | ------ |
| Counter Logic Gaming | 5   | Cache    | 16  | Cloud9 |
| Counter Logic Gaming | 8   | Dust II  | 16  | Cloud9 |
| Counter Logic Gaming | –   | Overpass | –   | Cloud9 |
| Virtus.pro           | 16  | Cache    | 12  | Fnatic |
| Virtus.pro           | 3   | Train    | 16  | Fnatic |
| Virtus.pro           | 9   | Dust II  | 16  | Fnatic |

#### Final
| Equipe | Pts | Mapa        | Pts | Equipe |
| ------ | --- | ----------- | --- | ------ |
| Cloud9 | 16  | Cobblestone | 14  | Fnatic |
| Cloud9 | 6   | Cache       | 16  | Fnatic |
| Cloud9 | 14  | Overpass    | 16  | Fnatic |
| Cloud9 | 15  | Dust II     | 19  | Fnatic |
| Cloud9 | –   | Inferno     | –   | Fnatic |